# Romeo (Soziales Netzwerk)
Romeo (bis Sommer 2021 PlanetRomeo, bis 2011 GayRomeo (GR)) ist mit – nach eigenen Angaben – über zwei Millionen weltweit registrierten Benutzern das größte deutschsprachige soziale Netzwerk und Kontaktportal für homosexuelle Männer im Internet. Das Portal wurde im Oktober 2002 gegründet; seit September 2006 wird es von der Amsterdamer Firma Romeo B.V. betrieben. Der Betreiber nennt als Grund für die Wahl des Standortes die Vermeidung möglicher strafrechtlicher Probleme, die aufgrund der im Vergleich zu anderen europäischen Ländern strengeren Jugendschutzbestimmungen in Deutschland entstehen könnten. GayRomeo wurde im Zuge der Internationalisierung von den Betreibern schrittweise in PlanetRomeo umbenannt, da Domains, die das Wort gay enthalten, in einigen Ländern gesperrt sind.
Das Portal kann auch in einer grafisch neutral gehaltenen Version aufgerufen werden, was an Computerplätzen mit eingeschränkter Intimsphäre oder potenzieller Datenüberwachung – etwa am Arbeitsplatz, im Hotel oder Internetcafé – sinnvoll sein kann. Darüber hinaus können Fotografien mit pornografischen Inhalten in einen Blind-Modus geschaltet werden, was das Surfen bei Romeo an den oben genannten Orten erleichtert. Des Weiteren existiert eine spezielle Version des Portals für mobile Endgeräte, die auch als kleiner, unauffälliger Messenger genutzt werden kann, sowie eine App für das iPhone und für Android.

## Verbreitung

### Verbreitung in Deutschland
Der Großteil der Benutzer kommt aus dem deutschsprachigen Raum. Wegen der hohen Mitgliederzahl wird Romeo manchmal auch das „schwule Einwohnermeldeamt“ oder in Anlehnung an das Branchenbuch und die dominierenden Farben der Website die „Blauen Seiten“ genannt. Romeo erreicht nahezu alle sozialen und beruflichen Schichten. Die tageszeitung (taz) schrieb dazu bissig: „Die Rosa Listen sind wieder da“. Der Verbreitungsgrad variiert, wie bei der allgemeinen Internetnutzung auch, je nach Altersgruppe, Bildungsstand und anderen Kriterien. Der Bundestagsabgeordnete Volker Beck (Bündnis 90/Die Grünen) nutzte die Möglichkeit, während des Bundestagswahlkampfes 2005 virtuelle Bürgersprechstunden abzuhalten. Die Verweildauer auf Romeo ist höher als bei anderen Online-Communitys. Eine GfK-Studie ermittelte im Jahr 2010 eine monatliche durchschnittliche Nutzungsdauer von zwölf Stunden.

### Internationale Verbreitung
Durch Übersetzung der Oberfläche in die englische, niederländische, französische, spanische, portugiesische, italienische, griechische, rumänische, schwedische, polnische, thailändische, serbische, russische, türkische, tschechische, chinesische, ungarische, vietnamesische, malaiische, japanische, indonesische Sprache sowie Tagalog und Hindi wird versucht, vermehrt internationale Benutzer zu gewinnen. Romeo macht kein aktives internationales Marketing. Die Verbreitung folgt deswegen nach Ansicht des Betreibers den Freundes-Netzwerken und Reise-Routen der deutschen Nutzer. In Großbritannien, Irland und Portugal liegt Romeo hinter dem dortigen Marktführer Gaydar zurück.
Am 18. März 2009 wurden die internationale Schwulengemeinschaft Guys4Men gekauft und deren Mitglieder mit Romeo zusammengeführt. Dadurch konnte Romeo nach eigenen Angaben einen Zuwachs von 380.000 Mitgliedern verbuchen. Die neuen Mitglieder kamen hauptsächlich von den Philippinen, den Vereinigten Staaten, Indien, Malaysia, Singapur, Südafrika und Australien. So konnte Romeo seinen Plan, die schwule Gemeinschaft besser zu vernetzen und internationaler zu machen, in großem Umfang verwirklichen. Allerdings haben sich zahlreiche Benutzer aus den Vereinigten Staaten in den Folgemonaten abgemeldet. In Europa und Asien wächst die Gemeinschaft hingegen weiter. In Nord- und Südamerika fasst Romeo aufgrund der dortigen Anbieter Manhunt.net und Adam4Adam nur schwer Fuß.

Verteilung der Nutzer nach Kontinent bzw. Region (Stand: 11. Mai 2016)

Verteilung der Nutzer nach Land (Stand: 11. Mai 2016)

Die unten stehenden Tabellen geben die Anzahl angemeldeter Nutzer nach den häufigsten Ländern wieder (Stand: 13. Juli 2017). Die „DACH+“-Länder (Deutschland, Österreich, Schweiz und Liechtenstein) sind gelb hervorgehoben.
| Land                   | Mitglieder |
| ---------------------- | ---------- |
| Deutschland            | 465.551    |
| Italien                | 157.753    |
| Indien                 | 153.668    |
| Frankreich             | 128.751    |
| Philippinen            | 106.432    |
| Spanien                | 68.993     |
| Schweiz                | 47.150     |
| Griechenland           | 41.317     |
| Österreich             | 40.746     |
| Niederlande            | 38.769     |
| Vereinigtes Königreich | 37.897     |
| Belgien                | 37.652     |
| Vereinigte Staaten     | 32.208     |
| Thailand               | 26.161     |
| Rumänien               | 25.957     |
| Ungarn                 | 24.480     |
| Polen                  | 21.881     |
| Brasilien              | 20.245     |
| Türkei                 | 19.991     |
| Malaysia               | 19.847     |
| …                      |            |
| Liechtenstein          | 246        |

| Kontinent               | Mitglieder |
| ----------------------- | ---------- |
| Europa                  | 1.276.993  |
| Asien                   | 357.116    |
| Südamerika              | 57.379     |
| Afrika                  | 54.255     |
| Nordamerika             | 45.366     |
| Naher Osten             | 32.565     |
| Mittelamerika           | 8.546      |
| Australien und Ozeanien | 7.230      |
| weltweit                | 1.839.450  |

## Hintergrund
Betreiber von Romeo ist die niederländische PlanetRomeo BV, die alle nicht-technischen Aspekte der Seite verwaltet. Daneben existiert die Berliner Erasys GmbH, die als Auftragnehmer für die technische Betreuung und Entwicklung der Seite zuständig ist. Beide Firmen arbeiten nach Aussagen des Betreibers Jens Schmidt unabhängig voneinander. Schmidt ist Gesellschafter bei beiden Unternehmen, wo insgesamt etwa 60 Menschen arbeiten.
Die 2009 gegründete PlanetRomeo Foundation ist eine gemeinnützige Stiftung nach niederländischem Recht. Sie ist auf internationale Schwulenrechte spezialisiert. Die Stiftung wurde gegründet, damit die PlanetRomeo BV einfacher Geld an ausländische Organisationen spenden kann, deren Gemeinnützigkeit ansonsten jedes Mal erst in den Niederlanden anerkannt werden müsste. Zudem ruft die PlanetRomeo BV die Nutzer zu eigenen Spenden auf. In den Jahren 2011 und 2012 hat die BV der Stiftung nach Aussagen von Schmidt 60.000 Euro zur Verfügung gestellt.

### Romeo PLUS
Alle wesentlichen Funktionen des Portals waren mehr als 20 Jahre lang unbeschränkt kostenlos nutzbar. Mit der kostenpflichtigen Option Romeo PLUS erhielten Nutzer einige Zusatzfunktionen, wie beispielsweise das Betrachten öffentlich in den Profilen vorhandener Nacktfotos, unbegrenzten Speicherplatz für Bilder und Nachrichten, die Option unsichtbar online zu sein oder das Speichern von selbst formulierten Textbausteinen.
Im Mai 2023 erhöhte Romeo die Gebühren für PLUS und schränkte zugleich die kostenlose Nutzbarkeit des Portals erheblich ein. Seither können Nutzer ohne PLUS-Mitgliedschaft die Suche nach anderen Nutzern und das Stöbern in Profilen nur noch in einer stark beschränkten Version verwenden.

## Funktionsweise

### Registrierung und interne Kommunikation
Sowohl die Registrierung als auch die laufende Nutzung von Romeo erfolgen anonym. Bei der Anmeldung wird anhand einer Eingabemaske ein individuelles Profil erstellt, das Angaben zur eigenen Person sowie ein oder mehrere Bilder enthalten kann. Es können optional sowohl sexuelle Vorlieben als auch kulturelle Interessen angezeigt werden. Daneben kann der Inhaber eines Profils einen frei gestalteten Text über sich und seine Interessen einstellen. Es besteht die Option, im Benutzerprofil die sexuelle Rolle zu veröffentlichen, mit der sich der Nutzer identifiziert, beispielsweise aktiv, passiv oder vielseitig. Nicht erlaubt sind gesetzwidrige oder überwiegend kommerziell ausgerichtete Profile. Romeo steht ausschließlich volljährigen schwulen und bi-Männern zur Verfügung. Profile, bei denen die Angaben diesen Kriterien offensichtlich nicht entsprechen, werden gelöscht. Zuvor erhält der jeweilige Nutzer eine Anmerkung auf seinem Profil, dass ein Admin dieses abgelehnt hat. Der Inhaber des Profils erhält eine E-Mail, in der er aufgefordert wird, seinen Personalausweis zu kopieren und diesen an eine E-Mail-Adresse zu senden. Sobald ein Administrator diese Mail bestätigt hat, erhält der Profilinhaber eine Mitteilung, dass sein Profil nun wieder öffentlich einsehbar ist. Geschieht dieser Altersnachweis nicht innerhalb von zehn Tagen, wird das Profil automatisch und unwiderruflich gelöscht. Ziel des Profils sind die Vorstellung der eigenen Person und die virtuelle Kontaktaufnahme. Viele Benutzer sehen Romeo nicht nur als Portal zur Anbahnung von Sexkontakten, sondern als interaktives Medium oder schwules Netzwerk, um freundschaftliche Kontakte zu pflegen und zu knüpfen, mögliche Partner für längerfristige Beziehungen zu finden oder auch nur um einen Smalltalk mit einem Unbekannten zu halten.
Romeo ist kein Chatroom, da gesendete Nachrichten nicht von allen angemeldeten Benutzern gelesen werden können. Nachrichten und eigene Bilder können nur vom jeweiligen Benutzer an andere individuelle Profile gesendet werden. Eigene freigegebene Bilder sind nur auf der Profilseite für alle einsehbar. Die Seite funktioniert also eher als Messenger. Von besonderer Bedeutung ist Romeo für viele Schwule in Kleinstädten und ländlichen Regionen, da hier meist keine etablierten Treffpunkte bestehen.

### Zugriff
Auf Romeo.com kann entweder über einen Webbrowser (sowohl für Desktopgeräte als auch für mobile Geräte) oder über native Handyapps zugegriffen werden. Da die Nutzungsbedingungen von Apple und Google keine explizit sexuellen Inhalte erlauben, enthalten die Apps in den jeweiligen Stores eine Funktionalität, die anstößige Inhalte entfernt.
Für Plus-Benutzer, die auf Nacktbilder anderer Romeos zugreifen möchten, existiert direkt auf der Webseite eine modifizierte Variante der Romeoapp für Android, die die oben genannte Einschränkung nicht enthält. Ihre Installation erfordert allerdings die Deaktivierung der Option „Nur Installationen aus sicheren Quellen zulassen“.

### Clubs und Branchenbucheinträge
Neben der Nachrichtenfunktion bietet Romeo die Möglichkeit, über die Mitgliedschaft in virtuellen Clubs oder über Branchenbucheinträge auf Gleichgesinnte zu treffen. So kann die Stammklientel einer Kneipe oder Sauna ihre Profile mit einem Eintrag dieser Institution verlinken, sich in einem Forum miteinander austauschen oder ihre Unterstützung für die Institution öffentlich kundtun.
Es gibt ebenfalls Clubs, die sich an Anhänger bestimmter Parteien, Glaubensrichtungen, sexueller Vorlieben, Fetische oder Freizeitinteressen richten. Auch die Fans prominenter Personen oder die Anhänger verschiedener Musikrichtungen können sich so zusammenfinden. Mit diesen Funktionen können Benutzer auch in ihrem Profil bestimmte Merkmale setzen, damit sie schneller von anderen Benutzern, die nach diesen Merkmalen suchen, gefunden werden können. Grundsätzlich steht es jedem Benutzer frei, einen Club bei Romeo zu gründen.

### Zusatzangebote, Escort-Profile
Romeo beinhaltet neben diesen Grundfunktionen noch weitere Angebote wie Informationen zu Safer Sex und Links zu Zeitschriften für Schwule. Bestimmte Funktionen, wie etwa die grafische Gestaltung des eigenen Profils, die Suche nach kürzlich hochgeladenen Bildern und die Möglichkeit, die Seite SSL-verschlüsselt aufzurufen, können die Benutzer gegen ein monatliches Entgelt nutzen.
In Ländern, in denen Homosexualität unter Strafe steht, müssen Schwule mit Strafverfolgung rechnen, wenn eine Mitgliedschaft bei Romeo bekannt wird, zum Beispiel wenn eine Kreditkartenabbuchung zurückverfolgt würde. Als Unterstützung stellten die Portalbetreiber im November 2008 für schon angemeldete Benutzer aus diesen Ländern 27.000 Premium-Zugänge kostenlos zur Verfügung, damit diese die SSL-Verschlüsselung verwenden können.
Zusätzlich bietet PlanetRomeo eine Plattform für Prostitution über dort ebenfalls enthaltene Escort-Profile. 2017 waren dort so annähernd 26.400 Escort-Profile weltweit angelegt. Durch zusätzliche Gebühren können sich Escort-Arbeiter eine prominente Platzierung in den Suchergebnissen erkaufen.

### Werbung
Bis zum 25. August 2008 verzichtete der Betreiber auf die Einblendung von Werbung. Diese fand sich ausschließlich auf selten genutzten Seiten. Diese Strategie, die die Plattform in der Vergangenheit von allen relevanten Mitbewerbern deutlich abhob, wurde am 25. August 2008 aufgegeben. Nunmehr wird auch in der Benutzersuche, einer von vielen Benutzern häufig genutzten Funktion, Werbung – unter anderem für Erotik-Angebote – eingeblendet. Die Einblendung von Werbung ließ sich von Benutzern gegen ein monatliches Entgelt abschalten. Seit Juli 2021 wird auf Romeo erneut keine Werbung mehr geschaltet.

### Fakerproblematik und Realität
Als Schutz gegen Betrüger bietet Romeo ein Bestätigungssystem, bei dem Benutzer, welche sich persönlich kennen, ihre Profile entsprechend markieren und je nach Bekanntheitsgrad die Glaubwürdigkeit ihres Benutzerprofils erhöhen können. Wer einen kostenpflichtigen Zugang – der Zusatzleistungen enthält – besitzt, hat den Status Plus-User. Durch die Kostenpflichtigkeit wird ein Teil der Anonymität gegenüber dem Betreiber der Plattform aufgehoben, sodass ein gewisser Schutz anderer Anwender gegen Betrüger gegeben ist. Verbreiteter als das Vortäuschen einer anderen Identität sind jedoch falsche Angaben zu Alter, Körperbau, Safer-Sex-Verhalten oder das Zeigen von veralteten oder falschen Fotos.
Der Betreiber ahndet, auch durch aktive Mithilfe anderer Benutzer, bestimmte dieser Vorgehensweisen mit einer Sperre des Profils.

### Personen mit mehreren Profilen
Es kommt auch vor, dass eine reale Person sich mehrere Steckbriefe unter verschiedenen Pseudonymen anlegt und sich je nach Motivation mit einem anderen Profil anmeldet. Eine Kontroverse besteht hierbei zur Frage, ob dies aus persönlichen Gründen erlaubt sein sollte oder verboten, weil es der Fakerproblematik zuträglich sein könnte.
Die maßgeblichen AGB (Webseite „Nutzungsbedingungen“) schließt mehrere Profile einer Person Stand Juni 2019 nicht aus. Vielmehr bestätigte die Betreibergesellschaft bereits 2016 im Webforum unter wish.planetromeo.com, dass das Führen mehrerer Profile erlaubt sei; in den Romeo-Apps ein Wechsel der Profile einfach möglich. Der dazugehörige Wunscheintrag enthält die Begründung, dass Personen manchmal wegen unterschiedlicher Präferenzen/Interessen mehrere Profile zu erstellen hätten. In den Apps können seit mindestens 2016 Login-Daten zu mehreren Nutzerkonten gespeichert werden. Ein Wechsel dazwischen ist dann ohne erneute Eingabe möglich.

## Kontroversen zu Romeo

### Safer Sex
Das Werben und gezielte Suchen für Treffen zu sogenanntem Bareback-Sex wird von den Betreibern von Romeo trotz häufiger Kritik geduldet und durch entsprechende Funktionen unterstützt. In Benutzerprofilen können gezielte Angaben zur Suche nach ungeschütztem Sex gemacht werden. Einige Bareback-Clubs haben teilweise deutlich über 1000 Mitglieder. Romeo informiert allerdings auch umfassend über die Risiken des Barebacking. Seit dem 1. Februar 2007 bietet Romeo, unter anderem in Zusammenarbeit mit der Deutschen AIDS-Hilfe, Information und Online-Beratung durch besonders geschulte Mitarbeiter verschiedener Präventionsprojekte zu den Themen Safer Sex, HIV und AIDS, Hepatitis und andere sexuell übertragbare Erkrankungen an. Es finden jedoch keine redaktionellen Eingriffe in Clubs und Benutzerprofile statt, um eine offene Propagierung ungeschützten Geschlechtsverkehrs zu verhindern. Der Romeo-Gründer meinte dazu: „Ich denke aber, dass es ist nicht an uns als einer Firma ist, über das sexuelle Verhalten zu urteilen und einzugreifen. Ein Eingreifen würde bei einer konsequenten Umsetzung leider zwangsläufig zu einer kompletten Überwachung des Nutzers führen.“ In einem Interview mit dem Spiegel gaben die Betreiber an, dass 30 Prozent der Bareback-Clubmitglieder HIV-positiv seien. Mit der in der EU seit Sommer 2016 zugelassenen Präexpositionsprophylaxe relativieren sich diese Bedenken, da bei einer Adhärenz von 100 % (das Medikament wird korrekt eingenommen) bis zu 95 % der Infektionen verhindert werden können. In der Schwulenszene ist diese Art des Umgangs mit sexuell übertragbaren Krankheiten umstritten. Seit 2019 ist es nicht mehr möglich, explizit anzugeben, dass man ausschließlich Baresex sucht. Barebacker schreiben daher dies entweder in ihren Profiltext oder nutzen die neue Auswahloption „Nach Absprache“.

### Neue Nutzungsbedingungen
Mitte September 2011 forderte Romeo seine bestehenden Nutzer beim Anmelden auf, neue Nutzungsbedingungen zu akzeptieren. Diese neuen „Terms of Use“ und die Ergänzung „Privacy Statement“ waren lediglich in englischer Sprache ausgefertigt. Nach kontroversen Diskussionen und Protesten der vielen deutschsprachigen Nutzer reagierte der Betreiber am 23. September mit einer geänderten Fassung der „Terms of Use“, in denen der von vielen Benutzern beanstandete pauschale Übergang der Nutzungsrechte an vom Benutzer generierten Inhalten auf den Betreiber nicht mehr enthalten ist, während die ebenso kritisierten Absätze zum schwammig formulierten Verbot von Verstößen gegen „Moral oder öffentliche Ordnung“ („morality or public order“) und das undifferenzierte, pauschale Verbot (bereits der Befürwortung) auch einvernehmlicher Sado/Maso-Praktiken („physical harm“) beibehalten wurden.

## Kulturelle Rezeption
Der Kabarettist Holger Edmaier setzt sich in der deutschen und englischen Version von romeo4ever ironisch mit den kleinen Profilanpassungen bis zur Fakerproblematik auseinander.

## Trivia
Obwohl der Name GayRomeo von den Betreibern nicht mehr verwendet wird, gab es bis Ende 2014 mehr Suchanfragen zu GayRomeo als PlanetRomeo.

## PlanetRomeo Foundation
Die PlanetRomeo Foundation wurde 2009 von der PlanetRomeo BV in den Niederlanden gegründet, um einen Beitrag zur Erlangung gleicher Rechte und Chancen lesbischer, schwuler, bisexueller, transsexueller und intersexueller Menschen zu leisten. Die PlanetRomeo Foundation hat die Vorstellung von einer Welt ohne Diskriminierung aufgrund der sexuellen Orientierung oder Geschlechtsidentität, in der LGBTI-Menschen die gleichen Rechte und Chancen wie jeder andere haben und die Unterschiede in der sexuellen Orientierung, Geschlechtsidentität und -bekundung schätzt und respektiert. Die Stiftung unterstützt Projekte, deren Ziel es ist, die Lage von LGBTI-Menschen weltweit, mit Schwerpunkt auf die am stärksten benachteiligten Gemeinschaften und Standorte, zu verbessern. Die Projekte konzentrieren sich dabei auf drei Schwerpunktthemen: Community Aufbau, Zuflucht und Sport & Kultur. In ihrer Förderpolitik zeigt die Stiftung ihre Präferenz für kleine, aufstrebende Basisprojekte „für die Gemeinschaft, durch die Gemeinschaft“, deren Ziel es ist, ebendiese Gemeinschaft einzubeziehen, zu mobilisieren und zu aktivieren. Auch wird ein Schwerpunkt auf Organisationen oder Initiativen mit wenig oder keinem Zugang zu allgemeinen Finanzierungsquellen gelegt. Die Mindesthöhe der Finanzhilfe, die beantragt werden kann, ist 500 Euro, der maximale Zuschuss beträgt 5000 Euro. Die Stiftung ist eine unabhängige, eingetragene, gemeinnützige Organisation mit einem Vorstand und einem Aufsichtsrat.